# 金龍寺国家森林公園
金龍寺国家森林公園（きんりゅうじこっかしんりんこうえん、中国語: 金龙寺国家森林公园）は、大連金龍寺森林公園、金龍寺森林公園とも呼ばれ、中華人民共和国遼寧省大連市甘井子区にある国立森林公園で、観光地である。面積は2,138ヘクタール。
公園内には、龍山（成山または成山とも呼ばれ、標高406メートル）、鳳凰山（老座山とも呼ばれ、381メートル、ロシア帝国が建設した要塞があり、日露戦争の戦場のひとつ）、丘陵、および２つの人工湖、金龍湖と羚角湖がある。森林被覆率は 92% である。この地域には、唐代から続く「金龍寺」があったが、中華人民共和国の成立時に破壊された。 
公園の建設は1994年に始まり、1999 年に開園し、2003年5月に正式営業を開始し、2006年にはAAA観光名所として評価された。また2014 年には、15 平方キロメートルが拡張された。

## 交通
交通は、大連駅から旅順北路（G15瀋海高速道路と平行）を通り旅順へ向かうバスで「金龍寺バス停」で下車し、公園入口まで徒歩30分、またはタクシーで５分。

## 参照項目
- 大連市の観光地